# Noam Malmud
Noam Gil Malmud (hebräisch נועם גיל מלמוד; * 29. März 2002 in Jerusalem) ist ein israelischer Fußballspieler.

## Karriere

### Verein
Malmud begann seine Karriere bei Hapoel Katamon Jerusalem, wo er bis 2020 im Jugendbereich aktiv war. Sein Profidebüt in der Liga Leumit gab er am 25. Dezember 2019 in einem 1:0-Heimsieg gegen Hapoel Ironi Rischon LeZion. Nach der Fusion von Hapoel Katamon mit Hapoel Jerusalem im Jahr 2020 wurde Malmud in den Profikader des neugebildeten Vereins übernommen. 

### Nationalmannschaft
Am 23. September 2022 debütierte Malmud für die U-21-Nationalmannschaft Israels in einem Spiel gegen Irland. Bis 2024 bestritt er neun Partien für die U-21-Auswahl.